# جايسون أديسانيا
جايسون أديسانيا هو لاعب كرة قدم بلجيكي في مركز الهجوم، ولد في 26 مايو 1993 في لاغوس في نيجيريا. شارك مع منتخب بلجيكا تحت 19 سنة لكرة القدم ومنتخب بلجيكا تحت 21 سنة لكرة القدم. أما مع النوادي، فقد لعب مع رويال أنتويرب وكيه في ميخيلين ولوميل يونايتد وليرس.

## وصلات خارجية
- جايسون أديسانيا على موقع الاتحاد البلجيكي (الإنجليزية)
- جايسون أديسانيا على موقع قاعدة بيانات كرة القدم.إي يو (الإنجليزية)
- جايسون أديسانيا على موقع Soccerway.com (الإنجليزية)